# PGC 10435
LEDA/PGC 10435 ist eine Spiralgalaxie vom Hubble-Typ Sb im Sternbild Perseus am Nordsternhimmel. Sie ist schätzungsweise 252 Millionen Lichtjahre von der Milchstraße entfernt und hat einen Durchmesser von etwa 40.000 Lichtjahren. Vom Sonnensystem aus entfernt sich das Objekt mit einer errechneten Radialgeschwindigkeit von näherungsweise 5.500 Kilometern pro Sekunde. Gemeinsam mit PGC 10440 bildet sie das isolierte Galaxienpaar KPG 76. 

## Galaktisches Umfeld
| Nr. | Galaxie          | Alternativname            | Rek          | Dek          | Distanz/asec |
| --- | ---------------- | ------------------------- | ------------ | ------------ | ------------ |
| →   | LEDA/PGC 10435   | CGCG 539-092              | 02h45m32.32s | +42d09m28.0s | 0            |
| 1   | LEDA/PGC 10440   | UGC 2226                  | 02h45m36.30s | +42d09m27.3s | 44.36        |
| 2   | LEDA/PGC 213081  | 2MASX J02453277+4211481   | 02h45m32.78s | +42d11m48.3s | 140.29       |
| 3   | LEDA/PGC 10476   | UGC 2231                  | 02h46m05.33s | +42d06m05.7s | 415.83       |
| 4   | LEDA/PGC 2191151 | WISEA J024539.34+420146.3 | 02h45m39.40s | +42d01m46.4s | 467.60       |
| 5   | LEDA/PGC 2196198 | 2MASX J02454350+4218120   | 02h45m43.51s | +42d18m12.4s | 539.16       |
| 6   | LEDA/PGC 2190794 | 2MASX J02454372+4200380   | 02h45m43.72s | +42d00m38.2s | 544.39       |
| 7   | LEDA/PGC 2192963 | 2MASX J02463408+4207513   | 02h46m34.10s | +42d07m51.4s | 693.88       |
| 8   | LEDA/PGC 2193800 | 2MASX J02463578+4210453   | 02h46m35.76s | +42d10m45.4s | 709.13       |
| 9   | LEDA/PGC 10401   | UGC 2215                  | 02h44m52.78s | +41d59m19.3s | 751.09       |
| 10  | LEDA/PGC 2196078 | 2MASX J02462458+4217508   | 02h46m24.58s | +42d17m50.6s | 769.12       |
| 11  | LEDA/PGC 2192678 | 2MASX J02464667+4206584   | 02h46m46.67s | +42d06m58.2s | 840.21       |
| 12  | LEDA/PGC 2197909 | 2MASX J02455138+4223187   | 02h45m51.39s | +42d23m18.8s | 857.53       |
| 13  | LEDA/PGC 2189444 | 2MASX J02460517+4156127   | 02h46m05.19s | +41d56m13.0s | 875.31       |
| 14  | LEDA/PGC 2198101 | 2MASX J02451191+4223550   | 02h45m11.91s | +42d23m54.8s | 895.25       |
| 15  | LEDA/PGC 10521   | 2MASX J02464784+4202264   | 02h46m47.88s | +42d02m26.3s | 941.06       |